# Moxico
Moxico (výslovnost [mošiko]) je jedna z osmnácti provincií Angoly. Nachází se ve vnitrozemské části země při hranicích se Zambií a Demokratickou republikou Kongo, na jejím území leží nejvýchodnější bod Angoly. Má rozlohu 223 023 km² a je největší angolskou provincií (zaujímá osmnáct procent rozlohy země). Žije v ní okolo 750 000 obyvatel, hustota zalidnění patří k nejnižším v Angole. Hlavním městem je Luena.
Území tvoří náhorní plošina na horním toku řek Zambezi a Kwando s nadmořskou výškou 1000–1500 m, porostlá převážně savanou. Podnebí je tropické se střídáním suchých a deštivých období, průměrná teplota činí 22° C. Pěstuje se maniok jedlý, povijnice batátová, rýže, čirok a slunečnice, významný je i rybolov a chov hovězího dobytka. Těží se dřevo, na území provincie se nacházejí i ložiska uhlí, mědi, manganu a molybdenu. V Moxicu leží národní park Cameia, největší angolské jezero Dilolo a vodopády na řece Luizavo. Prochází tudy strategická Benguelská železnice.
Region těžce utrpěl v průběhu občanské války v Angole; na území provincie se podle odhadů nachází půl milionu až milion pozemních min. V roce 2002 byl nedaleko Lucusse zabit vůdce organizace UNITA Jonas Savimbi, poté došlo k uklidnění situace a populace Moxica postupně roste díky návratu válečných uprchlíků.
Většinu obyvatel tvoří bantuská etnika jako Čokvové a Mbundové. Vedle domorodých jazyků a portugalštiny se používá také španělština, což je důsledek dlouholetého pobytu kubánských intervenčních vojsk.

## Administrativní členění
Provincií tvoří devět municipalit:
- Alto Zambeze
- Bundas
- Camanongue
- Cameia
- Léua
- Luau
- Luacano
- Luchazes
- Moxico